# Wes Anderson
Pour les articles homonymes, voir Anderson.
Wesley Anderson, dit Wes Anderson ([wɛs ˈændɚsən]), est un réalisateur, scénariste, producteur et acteur américain, né le 1er mai 1969 à Houston (Texas).
Il fait ses débuts avec Bottle Rocket (1996), coécrit avec Owen Wilson. Il se fait rapidement connaître grâce à Rushmore (1998) et La Famille Tenenbaum (2001), ce dernier lui valant sa première nomination à l'Oscar du meilleur scénario original, puis avec La Vie aquatique (2004), Fantastic Mr. Fox (2009), Moonrise Kingdom (2012), et The Grand Budapest Hotel (2014), qui remporte quatre Oscars.
Fortement influencé par la Nouvelle Vague française, le cinéma de Jacques Tati et l'esthétique des années 1960 et 1970, ses films, souvent peuplés de personnages excentriques et explorant des thèmes comme la famille, la nostalgie, et le passage à l'âge adulte, se situent à la croisée de la comédie dramatique, du film d'aventures et du conte surréaliste.

## Biographie

### Jeunesse et formation
Wesley Wales Anderson est né le 1er mai 1969 à Houston. Il est le fils de Texas Ann, qui est archéologue, et de Melver, qui travaille dans les relations publiques. Il est d'origine suédoise et norvégienne. Il est le frère aîné d'Eric Chase Anderson. Wes Anderson fait des études de philosophie à l'université du Texas à Austin et il obtient son baccalauréat universitaire en philosophie en 1991, et tourne parallèlement des courts métrages en super 8 qui le forment à la technique cinématographique, notamment au montage.

### Années 1990: débuts dans le cinéma indépendant
Il rencontre Owen Wilson et Bill Murray à l'université d’Austin dans un cours d'écriture de scénarios[réf. nécessaire]. Ils deviennent vite amis, jusqu'à partager la même chambre d'internat[réf. nécessaire]. C'est ainsi que les frères Wilson (Owen, Andrew et Luke) jouent régulièrement dans ses films. Wes Anderson décide de ne pas suivre d'études de cinéma et se lance dans la réalisation d'un court métrage, Bottle Rocket, qui devient ensuite son premier long métrage sous le même titre. Cet apprentissage par la pratique fait de lui un réalisateur largement autodidacte. Correctement couvert par la critique, Bottle Rocket reste cependant un échec commercial.
En 1998, toujours aidé par les frères Wilson (et notamment Owen qui coécrit les scénarios depuis Bottle Rocket), il réalise Rushmore qui lui permet d'obtenir la reconnaissance auprès du grand public qui avait manqué à Bottle Rocket. Ce film lui permet en outre d'accéder à un certain niveau d'estime au sein des cinéastes américains indépendants .

### Années 2000: confirmation

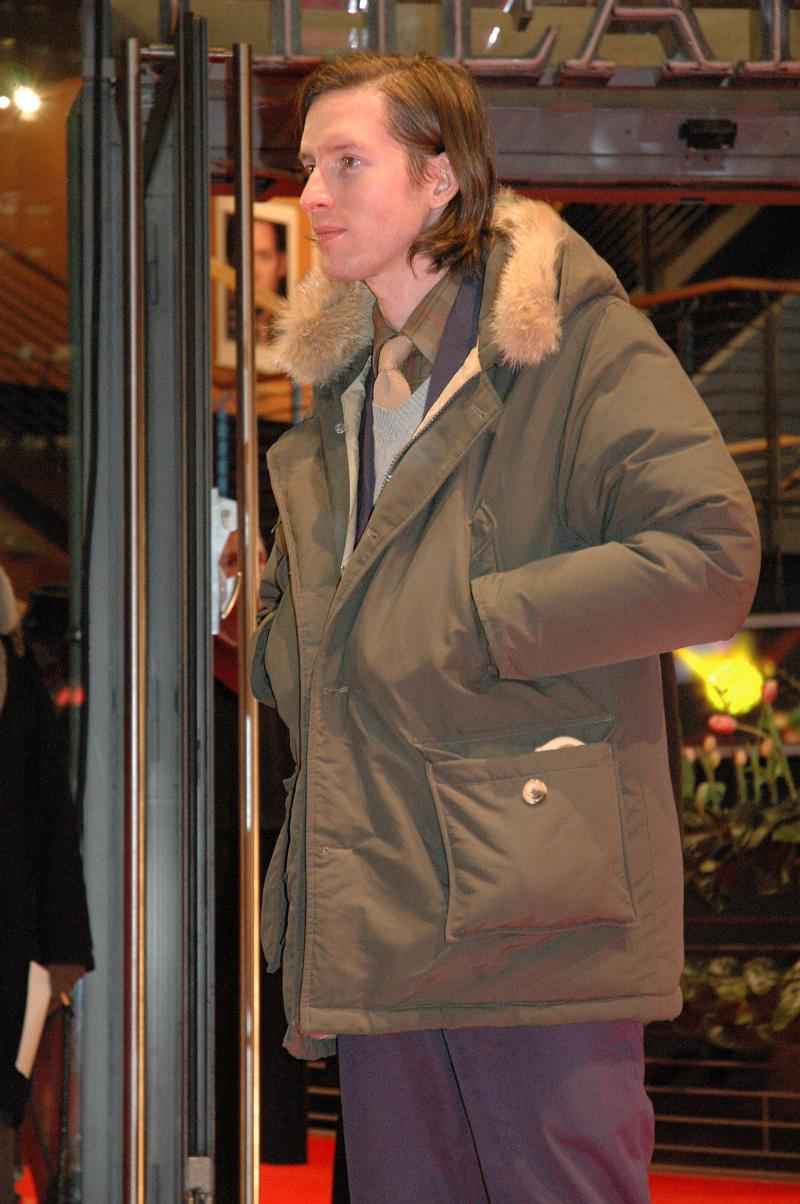
Le cinéaste à la Berlinale 2005 pour La Vie aquatique.

Capitalisant sur son amitié avec Luke et Owen Wilson, désormais célèbres après leurs participations à plusieurs succès populaires, Wes Anderson réalise, en 2001, La Famille Tenenbaum, film pour lequel il réunit Gene Hackman, Anjelica Huston, Ben Stiller et Bill Murray. Owen Wilson est à nouveau coscénariste du film avec Wes Anderson, et cela vaut aux deux hommes une nomination pour l'Oscar du meilleur scénario original. Sélectionné en compétition lors de la Berlinale 2002, le film obtient plusieurs prix dont le Golden Globe du meilleur acteur dans un film musical ou une comédie pour Gene Hackman.
Wes Anderson attribue ensuite à Bill Murray le rôle principal de son film suivant : Steve Zissou dans La Vie aquatique. Pour l'écriture, il collabore cette fois avec Noah Baumbach, Owen Wilson restant au générique parmi les interprètes, aux côtés de Cate Blanchett, Anjelica Huston, Willem Dafoe et Jeff Goldblum. Anderson est à nouveau en compétition pour l'Ours d'or lors de la Berlinale 2005.
Dans son cinquième long-métrage, À bord du Darjeeling Limited, Wes Anderson retrouve Owen Wilson, accompagné cette fois de Jason Schwartzman, déjà présent dans Rushmore et Adrien Brody. Jason Schwartzman en est par ailleurs le coscénariste avec Wes Anderson et Roman Coppola. Le film est projeté précédé du court métrage Hôtel Chevalier (2007), dans lequel jouent Schwartzman et Natalie Portman. Le long métrage est en compétition lors de la Mostra de Venise 2007.

### Années 2010: passage au cinéma d'animation et nouveaux succès
Il réalise en 2009 Fantastic Mr. Fox, film d'animation adapté de la nouvelle Fantastique Maître Renard de Roald Dahl, auquel George Clooney, Meryl Streep et Bill Murray prêtent leurs voix. En 2010, le film remporte le Cristal du long métrage au Festival international du film d'animation d'Annecy. Il est nommé pour la 82e cérémonie des Oscars et les 67e Golden Globes dans la catégorie « meilleur film d'animation » (battu par Là-Haut de Pixar). Ce long métrage est par ailleurs la première collaboration entre Wes Anderson et le compositeur français Alexandre Desplat, qui s'occupe par la suite de toutes les musiques originales de ses films.
En 2012, il réalise Moonrise Kingdom, une comédie dramatique sur l'enfance naïve découvrant l'amour, dans le cadre des années 1960. La distribution inclut Bruce Willis, Edward Norton, Bill Murray et Frances McDormand. Le film fait l'ouverture du 65e Festival de Cannes et est acclamé par la critique. Anderson est à nouveau nommé pour l'Oscar du meilleur scénario original pour ce film.
En 2014, Wes Anderson sort The Grand Budapest Hotel, une comédie sur un concierge d'hôtel, incarné par Ralph Fiennes, accusé de meurtre dans un pays imaginaire, la République de Zubrowka, pendant l'entre-deux-guerres. Le film résume le style de Wes Anderson avec une mise en scène colorée, un comique loufoque, absurde et une distribution prestigieuse. Le film obtient le Grand Prix du Jury de la Berlinale 2014. The Grand Budapest Hotel est encensé par la critique et plébiscité par le public, avec 170 000 000 $ au box-office mondial, 1,4 million d'entrées en France. Anderson est nommé pour la troisième fois pour l'Oscar du meilleur scénario original et pour la première fois pour l'Oscar du meilleur réalisateur. Il remporte par ailleurs le BAFA  du meilleur scénario original.
En 2017, il fait sa deuxième incursion dans le milieu de l'animation stop motion en signant L'Île aux chiens. Il collabore ainsi pour la seconde fois avec les équipes techniques rencontrées lors du tournage de Fantastic Mr Fox. Le casting vocal est de prestige avec Bryan Cranston, Scarlett Johansson ou encore Edward Norton pour la version originale, et Vincent Lindon, Romain Duris, Léa Seydoux et Daniel Auteuil pour la version française, choisis par Wes Anderson lui-même. Le film remporte l'Ours d'argent du meilleur réalisateur lors de la Berlinale 2017.
Il conçoit en 2018, avec son épouse, la costumière Juman Malouf, une exposition intitulée Spitzmaus Mummy in a Coffin and Other Treasures, rassemblant plus de 400 objets divers au musée d'Histoire de l'art de Vienne.

### Années 2020: nouveaux longs métrages et collaboration avec Netflix
En 2021, il est de retour en compétition au Festival de Cannes avec The French Dispatch, avec des acteurs internationaux comme Benicio del Toro, Frances McDormand, Jeffrey Wright, Adrien Brody, Tilda Swinton, Bill Murray, Timothée Chalamet, Edward Norton, Elisabeth Moss, Jason Schwartzman et Owen Wilson ; ainsi que des acteurs francophones comme Léa Seydoux, Mathieu Amalric, Hippolyte Girardot, Lyna Khoudri, Guillaume Gallienne, Denis Ménochet et Cécile de France. Le film reçoit des critiques plutôt mitigées.
En 2023, il revient avec son onzième long-métrage, également présenté en compétition au Festival de Cannes. Il s'agit d'une comédie teintée de science-fiction intitulée Asteroid City dans lequel il dirige des acteurs ayant l'habitude de son cinéma, tels Jason Schwartzman, Scarlett Johansson, Jeffrey Wright, Bryan Cranston, Edward Norton, Tilda Swinton, Adrien Brody, Willem Dafoe, Rupert Friend et Jeff Goldblum ; mais aussi de nouveaux venus tels Tom Hanks, Margot Robbie, Steve Carell, Hong Chau ou encore Matt Dillon.
Il annonce dans les Cahiers du cinéma en juin 2023 travailler sur l'écriture d'un nouveau long-métrage, dont le rôle principal serait incarné par Benicio del Toro. Il évoque une tonalité plus sombre qu'à son habitude pour ce nouveau film ainsi qu'une place importante donnée à la question de la famille.
En 2023, il réalise quatre courts métrages pour la plateforme Netflix : La Merveilleuse Histoire de Henry Sugar (The Wonderful Story of Henry Sugar), présenté en avant-première à la Mostra de Venise 2023, Le Cygne (The Swan), Le Preneur de rats (Ratcatcher) et Venin (Poison). Ces quatre histoires sont adaptées de nouvelles de Roald Dahl, l'auteur étant incarné à l'écran par Ralph Fiennes, fil rouge reliant les quatre films. La Merveilleuse Histoire de Henry Sugar lui permet de remporter son premier Oscar, celui du meilleur court métrage en prises de vue réelles.
En 2025, une rétrospective et une exposition, la première qui lui soit consacrée, sont présentées à la Cinémathèque française.

### Vie privée
Depuis 2010, Anderson a pour compagne la Libanaise Juman Malouf, écrivaine, créatrice de costumes et comédienne de doublage, qui est la fille de l'écrivaine Hanan El-Cheikh et d'un homme d'affaires dont la personnalité a inspiré son film The Phoenician Scheme. Ils ont une fille, née en 2016, prénommée Freya en référence à Freya Roth, personnage du film La Tempête qui tue (The Mortal Storm réalisé par Frank Borzage en 1940).
Il a vécu de nombreuses années à Paris et y vit encore actuellement. Le tournage de The French Dispatch a d'ailleurs eu lieu en France, à Angoulême.

## Style de ses films
Wes Anderson a un goût pour la symétrie, les couleurs pastel, souvent voyantes et l'esthétique rétro. Le réalisateur ne néglige pas non plus la musique de ses films ; il a toujours soigneusement sélectionné et pensé les musiques qui traversent son œuvre. Les personnages y paraissent souvent figés comme des marionnettes et on remarque que ses histoires sont comparées à des livres, segmentées par chapitre (La Famille Tenenbaum, The French Dispatch, Asteroid City et The Grand Budapest Hotel). Dans ses plans, une certaine linéarité des mouvements combinée à des personnages assez peu expressifs donnent un effet très spécial et unique en son genre.
Son style est tellement caractéristique qu'il inspire beaucoup de photographes et de créatifs. Un compte Instagram intitulé Accidentally Wes Anderson a d'ailleurs été créé en 2017 pour réunir des clichés évoquant l'esthétique des films de Wes Anderson et ce projet a ensuite donné lieu en 2020 à la publication d'un livre, édité par Orion Publishing et préfacé par Wes Anderson lui-même.

## Filmographie
Sauf indication contraire, les informations mentionnées dans cette section peuvent être confirmées par les bases de données cinématographiques IMDb et Allociné,  présentes dans la section « Liens externes ».

### Réalisation

#### Courts et moyens métrages
- 1994 : Bottle Rocket
- 2007 : Hôtel Chevalier
- 2013 : Castello Cavalcanti
- 2016 : Come Together[22]
- 2023 : La Merveilleuse Histoire de Henry Sugar (The Wonderful Story of Henry Sugar)[23]
- 2023 : Le Cygne (The Swan)
- 2023 : Le Preneur de rats (Ratcatcher)
- 2023 : Venin (Poison)

#### Longs métrages
- 1996 : Bottle Rocket
- 1998 : Rushmore
- 2001 : La Famille Tenenbaum (The Royal Tenenbaums)
- 2004 : La Vie aquatique (The Life Aquatic with Steve Zissou)
- 2007 : À bord du Darjeeling Limited (The Darjeeling Limited)

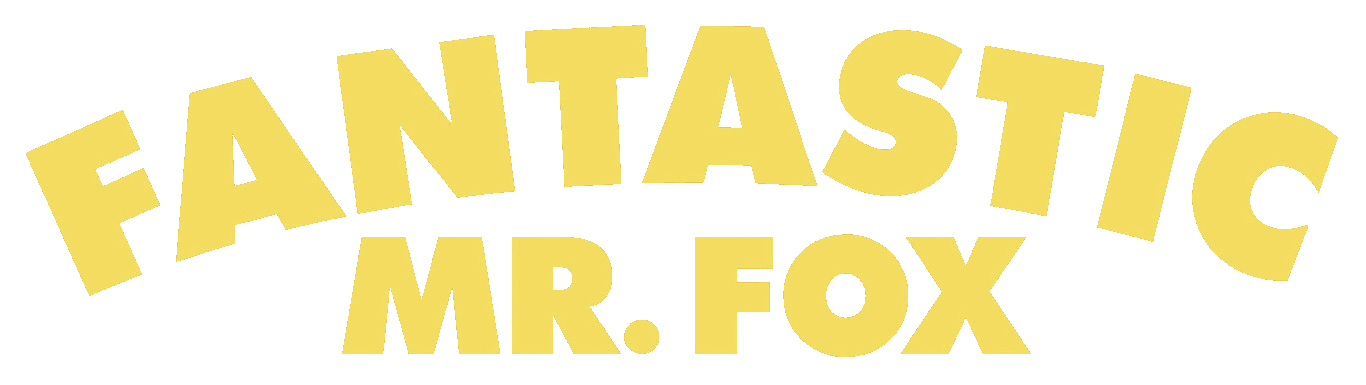
Logo-titre du film Fantastic Mr Fox (2009)

- Logo-titre du film Fantastic Mr Fox (2009)2009 : Fantastic Mr. Fox (film d'animation)
- 2012 : Moonrise Kingdom Logo-titre du film The Grand Budapest Hotel (2014)
- 2014 : The Grand Budapest Hotel

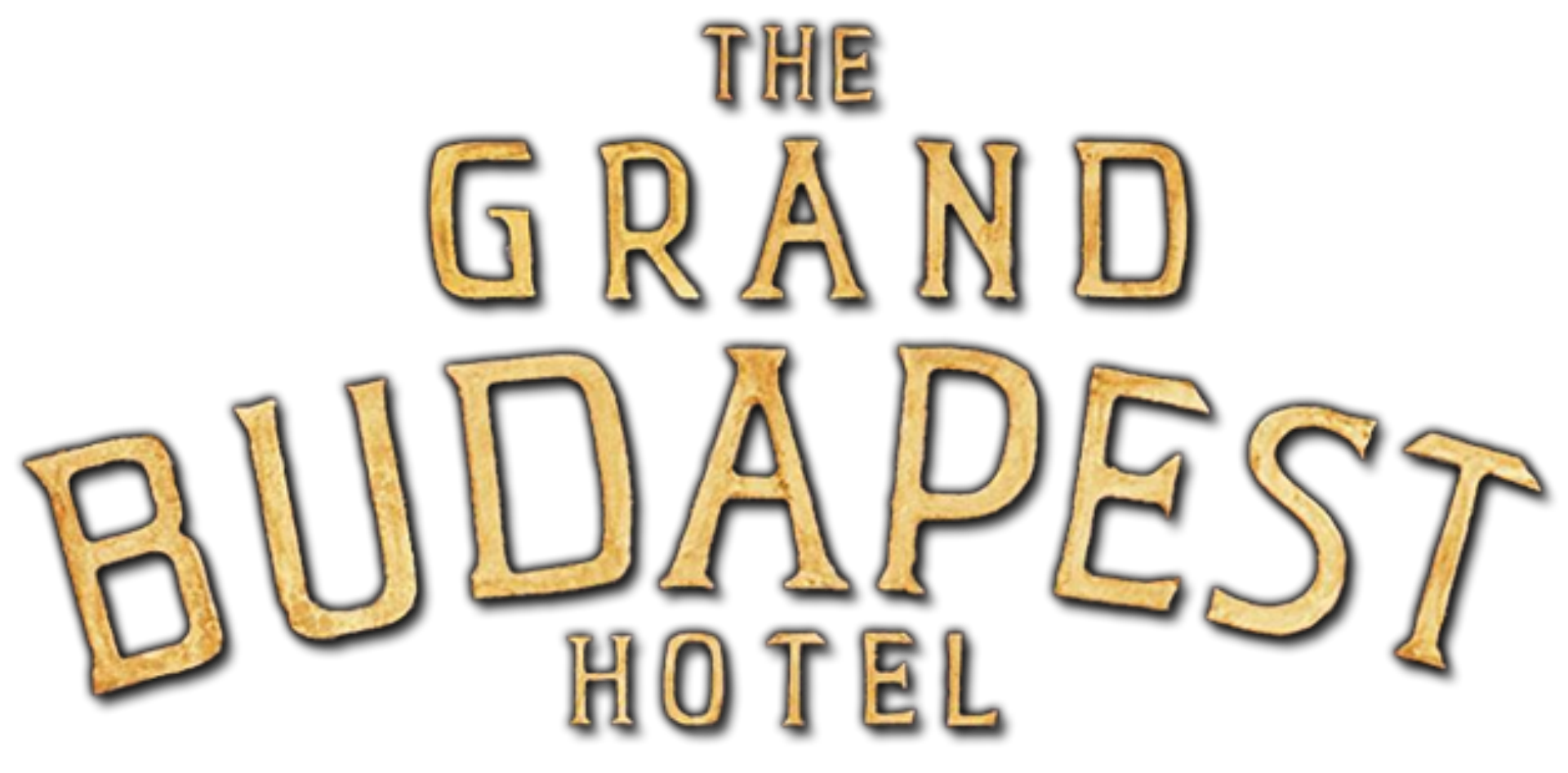
Logo-titre du film The Grand Budapest Hotel (2014)

- 2018 : L'Île aux chiens (Isle of Dogs) (film d'animation)
- 2021 : The French Dispatch
- 2023 : Asteroid City
- 2025 : The Phoenician Scheme

#### Clip
- 2021 : Aline (film d'animation), reprise de la chanson de Christophe par Jarvis Cocker[24],[25]

#### Publicités
- 2006 : My Life, my Card pour American Express
- 2010 : Le Apartomatic pour Stella Artois
- 2013 : Candy pour Prada
- 2016 : Come Together: A Fashion Picture in Motion (en) pour H&M

### Scénario et production
Wes Anderson signe le scénario de tous ses films. Il collabore souvent avec un autre scénariste sur plusieurs films : avec Owen Wilson (Bottle Rocket, Rushmore, La Famille Tenenbaum), Noah Baumbach (La Vie aquatique, Fantastic Mr. Fox) ou Roman Coppola (À bord du Darjeeling Limited, Moonrise Kingdom).
Wes Anderson produit tous ses longs-métrages. Il a également produit Les Berkman se séparent (The Squid and the Whale, 2005) de Noah Baumbach. Il a aussi coproduit avec Noah Baumbach le film Broadway Therapy (She's Funny That Way, 2015) de Peter Bogdanovich.

### Acteur
- 1998 : Rushmore : chef d'orchestre
- 2009 : Fantastic Mr. Fox : Belette (voix)

## Collaborateurs récurrents
| Collaborateur        | Bottle Rocket (1993) | Bottle Rocket (1996) | Rushmore (1998) | La Famille Tenenbaum (2001) | La Vie aquatique (2004) | Hôtel Chevalier (2007) | À bord du Darjeeling Limited (2007) | Fantastic Mr. Fox (2009) | Moonrise Kingdom (2012) | Castello Cavacanti (2013) | The Grand Budapest Hotel (2014) | Come Together: A Fashion Picture in Motion (2016) | L'Île aux chiens (2018) | The French Dispatch (2021) | Asteroid City (2023) | La Merveilleuse Histoire de Henry Sugar (2023) | Le Cygne (2023) | Le Preneur de rats (2023) | Venin (2023) | The Phoenician Scheme (2025) | Total |
| -------------------- | -------------------- | -------------------- | --------------- | --------------------------- | ----------------------- | ---------------------- | ----------------------------------- | ------------------------ | ----------------------- | ------------------------- | ------------------------------- | ------------------------------------------------- | ----------------------- | -------------------------- | -------------------- | ---------------------------------------------- | --------------- | ------------------------- | ------------ | ---------------------------- | ----- |
| F. Murray Abraham    |                      |                      |                 |                             |                         |                        |                                     |                          |                         |                           | oui                             |                                                   | oui                     |                            |                      |                                                |                 |                           |              | oui                          | 3     |
| Waris Ahluwalia      |                      |                      |                 |                             | oui                     |                        | oui                                 |                          |                         |                           | oui                             |                                                   |                         |                            |                      |                                                |                 |                           |              |                              | 3     |
| Mathieu Amalric      |                      |                      |                 |                             |                         |                        |                                     | oui                      |                         |                           | oui                             |                                                   | oui                     | oui                        |                      |                                                |                 |                           |              | oui                          | 5     |
| Eric Chase Anderson  |                      |                      | oui             | oui                         | oui                     |                        | oui                                 | oui                      | oui                     |                           |                                 |                                                   |                         |                            |                      |                                                |                 |                           |              |                              | 6     |
| Richard Ayoade       |                      |                      |                 |                             |                         |                        |                                     |                          |                         |                           |                                 |                                                   |                         |                            |                      | oui                                            |                 | oui                       | oui          | oui                          | 4     |
| Stéphane Bak         |                      |                      |                 |                             |                         |                        |                                     |                          |                         |                           |                                 |                                                   |                         | oui                        | oui                  |                                                |                 |                           |              |                              | 2     |
| Bob Balaban          |                      |                      |                 |                             |                         |                        |                                     |                          | oui                     |                           | oui                             |                                                   | oui                     | oui                        | oui                  |                                                |                 |                           |              |                              | 5     |
| Noah Baumbach        |                      |                      |                 |                             | oui                     |                        |                                     | oui                      |                         |                           |                                 |                                                   |                         |                            |                      |                                                |                 |                           |              |                              | 2     |
| Benedict Cumberbatch |                      |                      |                 |                             |                         |                        |                                     |                          |                         |                           |                                 |                                                   |                         |                            |                      | oui                                            |                 |                           | oui          | oui                          | 3     |
| Damien Bonnard       |                      |                      |                 |                             |                         |                        |                                     |                          |                         |                           |                                 |                                                   |                         | oui                        | oui                  |                                                |                 |                           |              |                              | 2     |
| Adrien Brody         |                      |                      |                 |                             |                         |                        | oui                                 | oui                      |                         |                           | oui                             | oui                                               |                         | oui                        | oui                  |                                                |                 |                           |              |                              | 6     |
| Seymour Cassel       |                      |                      | oui             | oui                         | oui                     |                        |                                     |                          |                         |                           |                                 |                                                   |                         |                            |                      |                                                |                 |                           |              |                              | 3     |
| Roman Coppola        |                      |                      |                 |                             | oui                     |                        | oui                                 | oui                      | oui                     |                           |                                 |                                                   |                         |                            |                      |                                                |                 |                           |              |                              | 4     |
| Brian Cox            |                      |                      | oui             |                             |                         |                        |                                     | oui                      |                         |                           |                                 |                                                   |                         |                            |                      |                                                |                 |                           |              |                              | 2     |
| Bryan Cranston       |                      |                      |                 |                             |                         |                        |                                     |                          |                         |                           |                                 |                                                   | oui                     |                            | oui                  |                                                |                 |                           |              | oui                          | 3     |
| Willem Dafoe         |                      |                      |                 |                             | oui                     |                        |                                     | oui                      |                         |                           | oui                             |                                                   |                         | oui                        | oui                  |                                                |                 |                           |              | oui                          | 6     |
| Alexandre Desplat    |                      |                      |                 |                             |                         |                        |                                     | oui                      | oui                     |                           | oui                             |                                                   | oui                     | oui                        | oui                  |                                                |                 |                           |              | oui                          | 7     |
| Stephen Dignan       |                      | oui                  | oui             | oui                         |                         |                        |                                     |                          |                         |                           |                                 |                                                   |                         |                            |                      |                                                |                 |                           |              |                              | 3     |
| Ralph Fiennes        |                      |                      |                 |                             |                         |                        |                                     |                          |                         |                           | oui                             |                                                   |                         |                            |                      | oui                                            | oui             | oui                       | oui          |                              | 5     |
| Rupert Friend        |                      |                      |                 |                             |                         |                        |                                     |                          |                         |                           |                                 |                                                   |                         | oui                        | oui                  | oui                                            | oui             | oui                       |              | oui                          | 6     |
| Tom Hanks            |                      |                      |                 |                             |                         |                        |                                     |                          |                         |                           |                                 |                                                   |                         |                            | oui                  |                                                |                 |                           |              | oui                          | 2     |
| Michael Gambon       |                      |                      |                 |                             | oui                     |                        |                                     | oui                      |                         |                           |                                 |                                                   |                         |                            |                      |                                                |                 |                           |              |                              | 2     |
| Jeff Goldblum        |                      |                      |                 |                             | oui                     |                        |                                     |                          |                         |                           | oui                             |                                                   |                         |                            | oui                  |                                                |                 |                           |              |                              | 4     |
| Anjelica Huston      |                      |                      |                 | oui                         | oui                     |                        | oui                                 |                          |                         |                           |                                 |                                                   | oui                     | oui                        |                      |                                                |                 |                           |              |                              | 5     |
| Garth Jennings       |                      |                      |                 |                             |                         |                        |                                     | oui                      |                         |                           |                                 | oui                                               |                         |                            |                      |                                                |                 |                           |              |                              | 2     |
| Scarlett Johansson   |                      |                      |                 |                             |                         |                        |                                     |                          |                         |                           |                                 |                                                   |                         |                            | oui                  |                                                |                 |                           |              | oui                          | 2     |
| Harvey Keitel        |                      |                      |                 |                             |                         |                        |                                     |                          | oui                     |                           | oui                             |                                                   | oui                     |                            |                      |                                                |                 |                           |              |                              | 3     |
| Ben Kingsley         |                      |                      |                 |                             |                         |                        |                                     |                          |                         |                           |                                 |                                                   |                         |                            |                      | oui                                            |                 |                           | oui          |                              | 2     |
| Frances McDormand    |                      |                      |                 |                             |                         |                        |                                     |                          | oui                     |                           |                                 |                                                   | oui                     | oui                        |                      |                                                |                 |                           |              |                              | 3     |
| Mark Mothersbaugh    |                      | oui                  | oui             | oui                         | oui                     |                        |                                     |                          |                         |                           |                                 |                                                   |                         |                            |                      |                                                |                 |                           |              |                              | 4     |
| Bill Murray          |                      |                      | oui             | oui                         | oui                     |                        | oui                                 | oui                      | oui                     |                           | oui                             |                                                   | oui                     | oui                        |                      |                                                |                 |                           |              | oui                          | 10    |
| Edward Norton        |                      |                      |                 |                             |                         |                        |                                     |                          | oui                     |                           | oui                             |                                                   | oui                     | oui                        | oui                  |                                                |                 |                           |              |                              | 5     |
| Dipak Pallana        |                      | oui                  | oui             | oui                         |                         |                        |                                     |                          |                         |                           |                                 |                                                   |                         |                            |                      |                                                |                 |                           |              |                              | 3     |
| Kumar Pallana        |                      | oui                  | oui             | oui                         |                         |                        | oui                                 |                          |                         |                           |                                 |                                                   |                         |                            |                      |                                                |                 |                           |              |                              | 4     |
| Larry Pine           |                      |                      |                 | oui                         |                         |                        |                                     |                          | oui                     |                           |                                 |                                                   |                         |                            |                      |                                                |                 |                           |              |                              | 2     |
| Steve Park           |                      |                      |                 |                             |                         |                        |                                     |                          |                         |                           |                                 |                                                   |                         | oui                        | oui                  |                                                |                 |                           |              |                              | 2     |
| Dev Patel            |                      |                      |                 |                             |                         |                        |                                     |                          |                         |                           |                                 |                                                   |                         |                            |                      | oui                                            |                 |                           | oui          |                              | 2     |
| Natalie Portman      |                      |                      |                 |                             |                         | oui                    | oui                                 |                          |                         |                           |                                 |                                                   |                         |                            |                      |                                                |                 |                           |              |                              | 2     |
| Tony Revolori        |                      |                      |                 |                             |                         |                        |                                     |                          |                         |                           | oui                             |                                                   |                         | oui                        | oui                  |                                                |                 |                           |              |                              | 3     |
| Saoirse Ronan        |                      |                      |                 |                             |                         |                        |                                     |                          |                         |                           | oui                             |                                                   |                         | oui                        |                      |                                                |                 |                           |              |                              | 2     |
| Liev Schreiber       |                      |                      |                 |                             |                         |                        |                                     |                          |                         |                           |                                 |                                                   | oui                     | oui                        | oui                  |                                                |                 |                           |              |                              | 3     |
| Jason Schwartzman    |                      |                      | oui             |                             |                         | oui                    | oui                                 | oui                      | oui                     | oui                       | oui                             |                                                   |                         | oui                        | oui                  |                                                |                 |                           |              |                              | 9     |
| Léa Seydoux          |                      |                      |                 |                             |                         |                        |                                     |                          |                         |                           | oui                             |                                                   | oui                     | oui                        |                      |                                                |                 |                           |              |                              | 3     |
| Tilda Swinton        |                      |                      |                 |                             |                         |                        |                                     |                          | oui                     |                           | oui                             |                                                   | oui                     | oui                        | oui                  |                                                |                 |                           |              |                              | 5     |
| Brian Tenenbaum      |                      | oui                  | oui             | oui                         |                         |                        |                                     |                          |                         |                           |                                 |                                                   |                         |                            |                      |                                                |                 |                           |              |                              | 3     |
| Benicio del Toro     |                      |                      |                 |                             |                         |                        |                                     |                          |                         |                           |                                 |                                                   |                         | oui                        |                      |                                                |                 |                           |              | oui                          | 2     |
| Andrew Wilson        |                      | oui                  | oui             | oui                         |                         |                        |                                     |                          |                         |                           |                                 |                                                   |                         |                            |                      |                                                |                 |                           |              |                              | 3     |
| Luke Wilson          | oui                  | oui                  | oui             | oui                         |                         |                        |                                     |                          |                         |                           |                                 |                                                   |                         |                            |                      |                                                |                 |                           |              |                              | 3     |
| Owen Wilson          | oui                  | oui                  | oui             | oui                         | oui                     |                        | oui                                 | oui                      |                         |                           | oui                             |                                                   |                         | oui                        |                      |                                                |                 |                           |              |                              | 8     |
| Jeffrey Wright       |                      |                      |                 |                             |                         |                        |                                     |                          |                         |                           |                                 |                                                   |                         | oui                        | oui                  |                                                |                 |                           |              | oui                          | 3     |
| Wallace Wolodarsky   |                      |                      | oui             |                             |                         |                        | oui                                 | oui                      |                         |                           |                                 |                                                   |                         |                            |                      |                                                |                 |                           |              |                              | 3     |

## Box-office
| Films                               | Budget en $ | Box-office      | Box-office          | Box-office   |
| Films                               | Budget en $ | États-Unis en $ | France Nb d'entrées | Mondial en $ |
| ----------------------------------- | ----------- | --------------- | ------------------- | ------------ |
| Bottle Rocket (1996)                | 7 000 000   | 560 069         | -                   | -            |
| Rushmore (1998)                     | 9 000 000   | 17 105 219      | 8 008               | -            |
| La Famille Tenenbaum (2001)         | 21 000 000  | 52 364 010      | 358 211             | 71 441 250   |
| La Vie aquatique (2004)             | 50 000 000  | 24 020 403      | 254 911             | 34 808 403   |
| À bord du Darjeeling Limited (2007) | 17 500 000  | 11 902 715      | 569 294             | 35 078 918   |
| Fantastic Mr. Fox (2010)            | 40 000 000  | 21 002 919      | 607 430             | 46 471 023   |
| Moonrise Kingdom (2012)             | 16 000 000  | 42 966 193      | 668 769             | 64 448 819   |
| The Grand Budapest Hotel (2014)     | 31 000 000  | 59 073 773      | 1 521 116           | 174 801 324  |
| L'Île aux chiens (2018)             | NC          | 32 015 231 $    | 432 233             | 64 241 499 $ |
| The French Dispatch (2021)          | NC          | 16 124 375 $    | 458 908             | 46 333 545 $ |
| Asteroid City (2023)                | NC          | 28 153 025 $    | 347 758             | 53 857 743 $ |

## Distinctions
Sauf indication contraire, les informations mentionnées dans cette section peuvent être confirmées par la base de données cinématographiques IMDb,  présente dans la section « Liens externes ».

### Récompenses
- Festival international du film d'animation d'Annecy 2010 : Cristal du long métrage et prix du public pour Fantastic Mr. Fox
- Moonrise Kingdom
  - Phoenix Film Critics Society Awards 2012 : meilleur scénario original
  - Southeastern Film Critics Association Awards 2012 : meilleur scénario original
  - Utah Film Critics Association Awards 2012 : meilleur réalisateur
  - Online Film Critics Society Awards 2013 : meilleur scénario original
  - Denver Film Critics Society Awards 2013 : meilleur scénario original
  - Chlotrudis Awards 2013 : meilleur réalisateur et meilleur scénario original
- The Grand Budapest Hotel
  - Berlinale 2014 : Grand prix du jury
  - Indiana Film Journalists Association Awards 2014 : meilleur scénario
  - Los Angeles Film Critics Association Awards 2014 : meilleur réalisateur et meilleur scénario
  - New York Film Critics Circle Awards 2014 : meilleur scénario
  - Online Film Critics Society Awards 2014 : meilleur scénario original
  - Phoenix Film Critics Society Awards 2014 : meilleur scénario original
  - British Academy Film Awards 2015 : meilleur scénario original
- Berlinale 2018 : Ours d'argent du meilleur réalisateur pour L'Île aux chiens
  - Festival international du film d'animation d'Annecy 2022 : prix du jury pour un film de commande pour le clip de la reprise d'Aline par Jarvis Cocker[51]
- Oscars 2024 : meilleur court métrage en prises de vue réelles pour La Merveilleuse Histoire de Henry Sugar

### Nominations
- Oscars 2002 : meilleur scénario original pour La Famille Tenenbaum
- Oscars 2013 : meilleur scénario original pour Moonrise Kingdom
- Oscars 2015 :
  - Meilleur réalisateur pour The Grand Budapest Hotel
  - Meilleur scénario original pour The Grand Budapest Hotel

### Sélections
- Berlinale 2002 : en compétition pour l'Ours d'or pour La Famille Tenenbaum
- Berlinale 2005 : en compétition pour l'Ours d'or pour La Vie aquatique
- Mostra de Venise 2007 : en compétition pour le Lion d'or pour À bord du Darjeeling Limited
- Festival de Cannes 2012 : en compétition pour la Palme d'or et film d'ouverture pour Moonrise Kingdom
- Berlinale 2014 : en compétition pour l'Ours d'or et film d'ouverture pour The Grand Budapest Hotel
- Berlinale 2018 : en compétition pour l'Ours d'or et film d'ouverture pour L'Île aux chiens
- Festival de Cannes 2021 : en compétition pour la Palme d'or pour The French Dispatch
- Festival de Cannes 2023 : en compétition pour la Palme d'or pour Asteroid City

### Décoration
- Commandeur de l'ordre des Arts et des Lettres, par la ministre française de la Culture, Rachida Dati, le 30 avril 2025

### Éponymie
L'astéroïde (689822) Anderson est nommé en son honneur.

### Exposition
- Wes Anderson, Cinémathèque Française, Paris, du 19 mars au 27 juillet 2025[53]